# Mount Stansfield
Mount Stansfield är ett berg i Antarktis. Det ligger i Östantarktis. Australien gör anspråk på området. Toppen på Mount Stansfield är 1 307 meter över havet.
Terrängen runt Mount Stansfield är lite kuperad. Trakten är obefolkad. Det finns inga samhällen i närheten.